# Вестертерп, Тьерк
Теодорус «Тьерк» Вестертерп (нидерл. Tjerk Westerterp; 2 декабря 1930, Роттердам, Южная Голландия — 7 октября 2023, Ulvenhout, Северный Брабант) — нидерландский политический деятель, журналист. Был депутатом Палаты представителей, Европейского парламента и министром транспорта в кабинете премьер-министра Йоопа ден Ойла.

## Биография
До 1949 года Вестертерп изучал политические и социальные науки, а затем до 1951 г. — журналистику в Католическом университете Неймегена. В это время (1949—1953 гг.) он также работал журналистом в газете De Stem и корреспондентом De Maasbode. Впоследствии, с 1953 по 1963 г., Вестертерп занимал должность государственного служащего в недавно вступившем в силу Европейском объединении угля и стали.
В 1963 году Вестертерп стал членом Палаты общин Нидерландов от Католической народной партии (KVP) и оставался им до 1973 г. с годичным перерывом в 1971/72 г. Во время работы в парламенте занимался в основном вопросами внешней политики (европейское сотрудничество и помощь развитию), торговой политики, атомной энергетики и проблемами Королевства. В 1966 г. Вестертерп вместе со своей парламентской группой проголосовал против законопроекта о бюджете, соавтором которого был премьер-министр Йо Калс, что невольно привело к его отставке (как утверждала парламентская группа). С декабря 1972 г. по май 1973 г. он был вице-президентом парламентской группы. В 1967—1971 гг. Вестертерп был также членом Европарламента, в последний год занимал там пост вице-президента. В 1971—1973 гг. Вестертерп был государственным секретарем в Министерстве иностранных дел, где вновь отвечал за европейское сотрудничество.
В 1973 году Вестертерп стал министром транспорта в кабинете премьер-министра Йоопа ден Ойла. На этом посту он выступал за улучшение регионального планирования и развитие общественного транспорта. Кроме того, Вестертерп ужесточил контроль за употреблением алкоголя на дорогах и ввел в 1974 г. проверку на алкоголь. В 1975 году также ввел обязательное использование ремней безопасности в автомобилях и шлемов для мотоциклистов. До окончания срока своих полномочий в декабре 1977 года, в июне того же года, он вернулся в парламент в качестве депутата, но в начале 1978 г. оставил активную политическую деятельность и стал директором амстердамской Европейской биржи опционов, на этой должности он оставался до выхода на пенсию в 1993 г.
В 2002 г. Вестертерп вступил в партию Leefbaar Nederland и выдвинул свою кандидатуру на парламентских выборах того же года, но не получил места. Впоследствии он снова вышел из партии.
Умер 8 октября 2023 года в возрасте 92 лет.